# Гернот Ерлер
Гернот Ерлер (нім. Gernot Erler, нар. 3 травня 1944, Мейсен) — німецький політик, член СДПН з 1970 року, який був депутатом Бундестагу з 1987 по 2017 рік.

## Біографія
Ерлер вивчав історію, славістику та політологію в Берліні та Фрайбурзі з 1963 по 1967 рік.
У 1968—1969 роках — редактор видавництва, а потім науковий співробітник в семінарі з історії Східної Європи в університеті Альберта-Людвіга
У 1980—1987 роках — керівник видавництва в Фрайбурзі
З 1985 року — член президії СДПН по Баден-Вюртембергу
Вперше Ерлер став депутатом Бундестагу на національних виборах 1987 року. Після національних виборів 1994 року він приєднався до керівництва парламентської групи СДПН. З 1994 по 1998 рік він працював головою Підкомітету з питань роззброєння, контролю над озброєннями та нерозповсюдження зброї.
На переговорах щодо формування коаліційного уряду з християнськими демократами під керівництвом канцлера Ангели Меркель за результатами федеральних виборів 2005 року Ерлер очолив делегацію СДПН у робочій групі із закордонних справ. його колегою з ХДС / ХСС був Фрідберт Пфлюгер Під керівництвом міністра Франка-Вальтера Штайнмаєра згодом він працював державним міністром (поряд з Гюнтером Глозером) у Федеральному міністерстві закордонних справ з 2005 по 2009 рік.
Коли СПД повернулася в опозицію з 2009 по 2013 рік, Ерлер працював заступником голови своєї парламентської групи, знову під керівництвом Штайнмаєра.
З 2014 по 2017 рік Ерлер працював координатором уряду Німеччини з питань міжсуспільного співробітництва з Росією, Центральною Азією та країнами Східного партнерства у Федеральному офісі закордонних справ. З 2015 по 2016 рік він обіймав посаду спеціального представника Німеччини для головування в країні в Організації з безпеки та співробітництва в Європі (ОБСЄ) у 2016 році, на додаток до своїх інших обов'язків.

## Інші види діяльності
- Фонд розвитку та миру (SEF), член Консультативної ради
- Європейська лідерська мережа (ELN), член Консультативної ради[9]
- Петербургський діалог, член[10]
- Університет Фрайбурга, член консультативної ради[11]
- Німецька профспілка об'єднаних послуг (ver.di), член

## Політичні позиції
Путінферштеєр. Виступає проти припинення будівництва «Північного потоку — 2»